# Correspondencia Husayn-McMahon

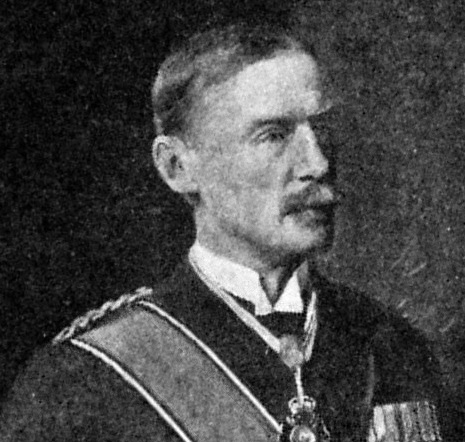
Henry McMahon

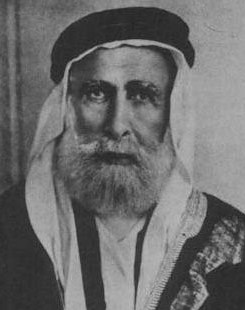
Husayn ibn Ali

Se llama Correspondencia Husayn-McMahon a la serie de cartas que intercambiaron entre el 14 de julio de 1915 y el 30 de enero de 1916 el jerife de La Meca Husayn ibn Ali y el alto comisario británico en El Cairo, Henry McMahon. La correspondencia, integrada por diez cartas, tenía como objeto preparar la rebelión árabe contra el Imperio otomano, en el marco de las operaciones de la Primera Guerra Mundial, a cambio del reconocimiento aliado de un Estado árabe en la zona.
El desencadenante de la correspondencia fue un mensaje que Lord Kitchener, secretario de Estado británico para la guerra, hizo llegar al jerife Husayn a través de McMahon invitándole a aliarse con los británicos en el recién desencadenado conflicto: «Si la nación árabe se coloca a su lado en esta guerra, Inglaterra la garantizará contra toda intervención exterior en Arabia y dará a los árabes toda la ayuda necesaria contra una agresión extranjera».
La correspondencia propiamente dicha la inició el jerife Husayn, quien basándose en las promesas de Kitchener, ofrecía un levantamiento árabe coordinado con la estrategia militar británica a cambio del reconocimiento de un Estado árabe que debería formarse en todos los territorios árabes de Asia, una vez liberados del dominio otomano, esto es, aproximadamente los actuales Irak, Jordania, Siria, Líbano y la Palestina histórica, más la Península arábiga al completo, exceptuando Adén, que desde 1839 estaba bajo un dominio británico que Husayn reconocía. La respuesta de McMahon fue evasiva, y Husayn escribió una segunda carta insistiendo en concretar el asunto. La segunda carta de McMahon, fechada el 24 de octubre de 1915 es la más crucial, pues en ella se determina sobre qué territorios estaban los aliados dispuestos a reconocer un futuro Estado árabe: todos los propuestos por Husayn excepto «los distritos de Mersin y Alejandreta y las zonas de Siria al oeste de los distritos de Damasco, Homs, Hama y Alepo», más parte de la vilayet (provincia otomana) de Basora, esto es, el sur del actual Irak.
Queda cierta ambigüedad sobre el estatus que se le reservaba a Palestina, que no es mencionada específicamente —ni tampoco el sanjak de Jerusalén, la unidad administrativa otomana correspondiente—, lo que ha sido y es objeto de polémica, sobre todo en cuanto a lo que el jerife Husayn entendió, pues en lo que respecta a McMahon, el propio Comisionado -ya retirado- lo aclaró en sendas cartas a The Times y a Sir John Shuckburgh, de la Oficina Colonial Británica
"Mi intención fue excluir Palestina de una Arabia independiente, y espero haber redactado las cartas de forma suficientemente clara en todos los sentidos [...] Mi intención fue, con seguridad, excluir Palestina, de la misma manera que se hizo con las partes costeras del norte de Siria".
Las promesas de McMahon fueron, como pretendían, el detonante de una rebelión que duraría dos años y cuyo objetivo era crear el Estado árabe en los territorios previstos. Sin embargo, poco después de formuladas estas promesas, en mayo de 1916 Gran Bretaña y Francia firmaban en secreto los Acuerdos Sykes-Picot, en virtud de los cuales se repartían Oriente Medio. Dichos acuerdos, unidos a la Declaración Balfour sobre la creación de un hogar nacional judío en Palestina (1917) y a la resolución de la Sociedad de Naciones acerca del establecimiento de mandatos en los territorios arrebatados a los otomanos, acabaron con las pretensiones árabes y diseñaron el mapa de Oriente Medio que ha pervivido hasta nuestros días. En cuanto al Reino del Hiyaz, Estado árabe creado por Husayn al inicio de la rebelión y que quedaba fuera de la política de repartos y mandatos, fue conquistado y anexionado por sus vecinos para crear Arabia Saudí.